# Мегмана
Мегмана (азерб. Mehmana) — село у Кельбаджарському районі Азербайджану. Населення села становить всього 27 осіб. Село Мегмана — єдине у Нагірному Карабасі, у якому основну частку населення складають греки. Мегмані скоро виповнюється 300 років, у зв'язку з цією датою намічається урочистий захід за участю представників різних кіл громадськості.
На 2006 рік у селі проживало 14 сімей, в основному — люди похилого віку. Після війни в рамках державної програми в Мегмані було побудовано 6 будинків. У селі функціонують школа, клуб і медпункт. Проблеми з телефонним зв'язком, теле-і радіомовленням, питною водою залишаються невирішеними, у поганому стані дороги, а найближча нормальна дорога — це ділянка Мартакерт — Дрмбон, яка проходить за 2 км на північ від села і до якого практично неможливо дістатися у зв'язку з тим, що село з трасою з'єднує неасфальтований гірський серпантин. Взимку жителі села практично не мають можливості виїжджати за межі села. Єдиний трактор у селі, отриманий кілька років тому по лінії гуманітарної допомоги разом з невеликою вантажівкою з Греції, підірвався на міні, і селяни сьогодні вимушені обробляти свої угіддя вручну.

## Історія
Ще на початку XIX століття багатьох греків зацікавили в Мегмані запаси руди дорогоцінного металу. Історичні джерела свідчать про те, що геологорозвідувальні роботи проводилися в околицях села ще до появи тут греків, дорогоцінний метал (у тому числі срібло) тоді добували найпростішим способом. У радянські роки, розповідають мешканці, тут видобували свинець. Правда, видобуток коштувала людям здоров'я — селяни хворіли на хворобу, пов'язану з водою, яка на своєму шляху в село проходила крізь поклади свинцю, несучи з собою шкідливі для організму людей речовини.
Другий потік греків у Мегману почався після Геноциду вірмен в Туреччині в 1915—1918 роках — тоді багато грецьких родин, як і вірменських були піддані Геноциду і греки, які розділили трагічну участь вірмен, врятувалися лише дивом.
За радянських часів греки Нагірного Карабаху підтримували зв'язки з батьківщиною — родичі з Греції посилали одяг, харчування, деякі їздили туди до рідних, приїжджали й з Греції.
У ході карабаської війни село було зайнято збройними формуваннями Азербайджану та зруйноване практично вщент. Після початку Карабаського конфлікту, в 1991 році, під час масованого літнього наступу азербайджанських військ 1992 р. село перейшло під контроль азербайджанців, але незабаром вірмени провели контрнаступ і протягом трьох діб взяли під контроль дев'ять сіл Мартакертського району, включаючи Мегману.

## Пам'ятки
В селі розташований цвинтар 12-13 ст., церква «Паная» 1249 р., хачкар 13 ст., церква Сурб Аствацацін 13 ст., гробниці 2-1 тис. до н. е.

## Галерея

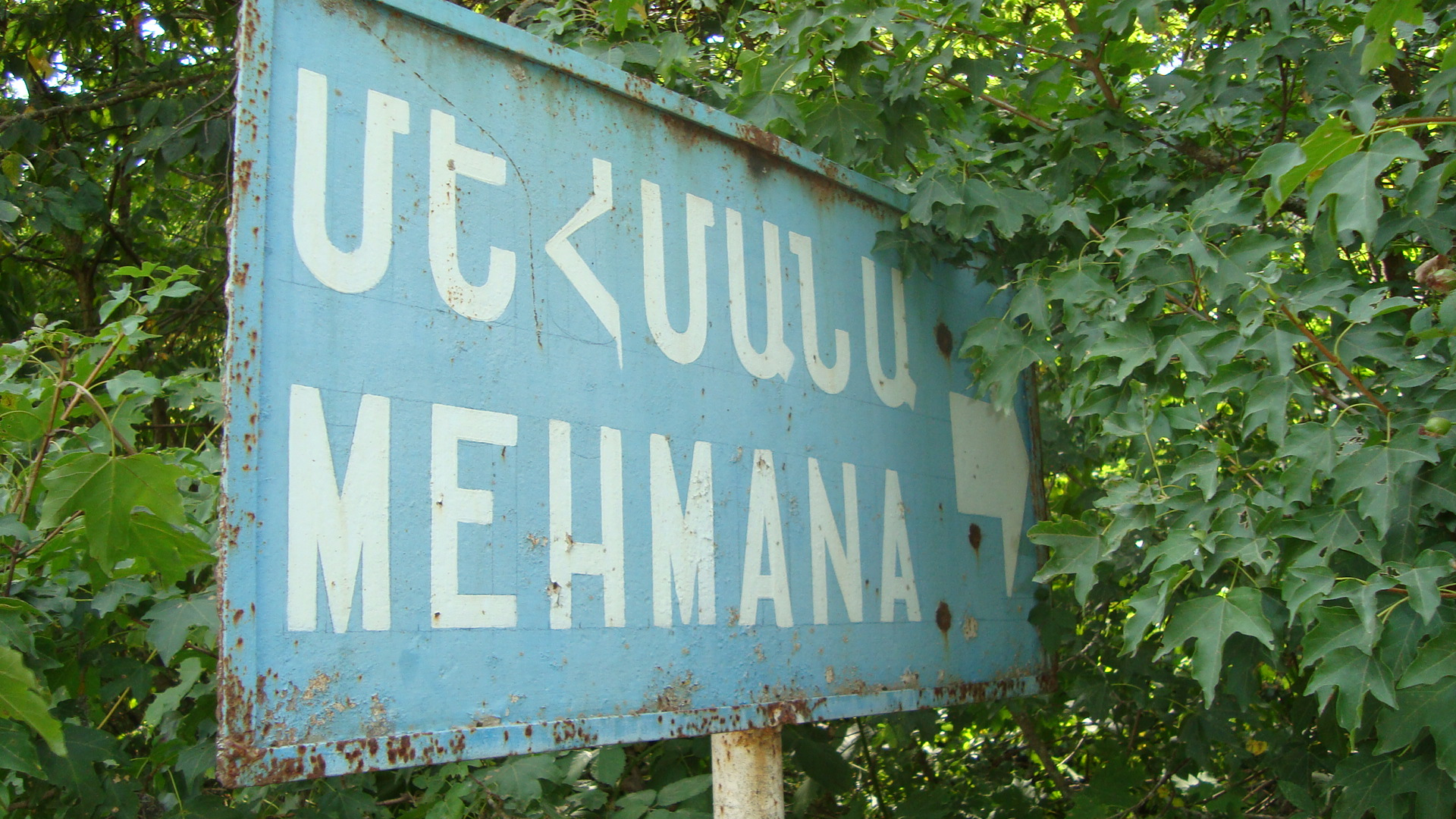
Дорожня табличка на трасі «Північ-південь».
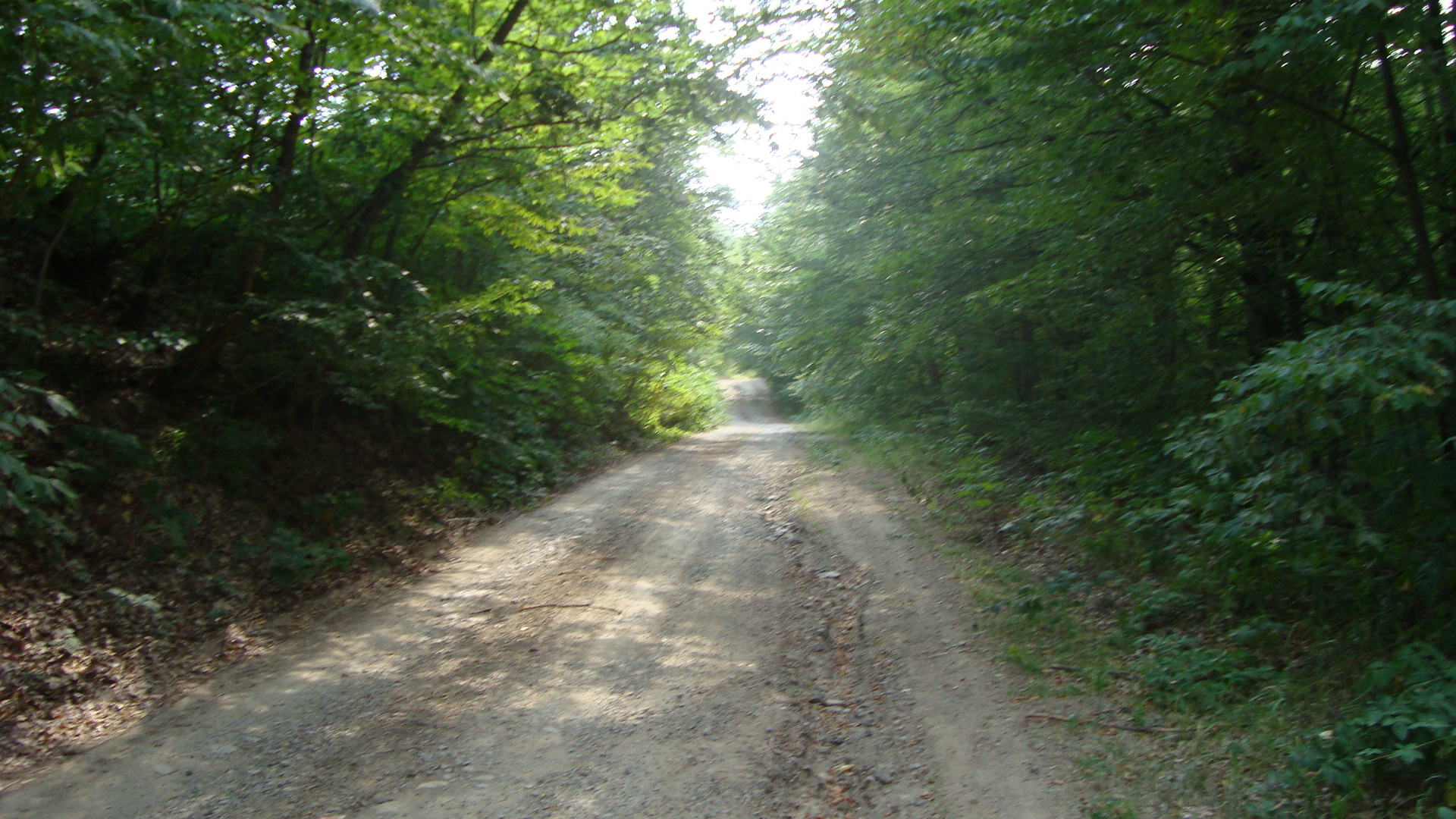
Ґрунтова дорога, що з'єднує село з трасою «Північ-південь».
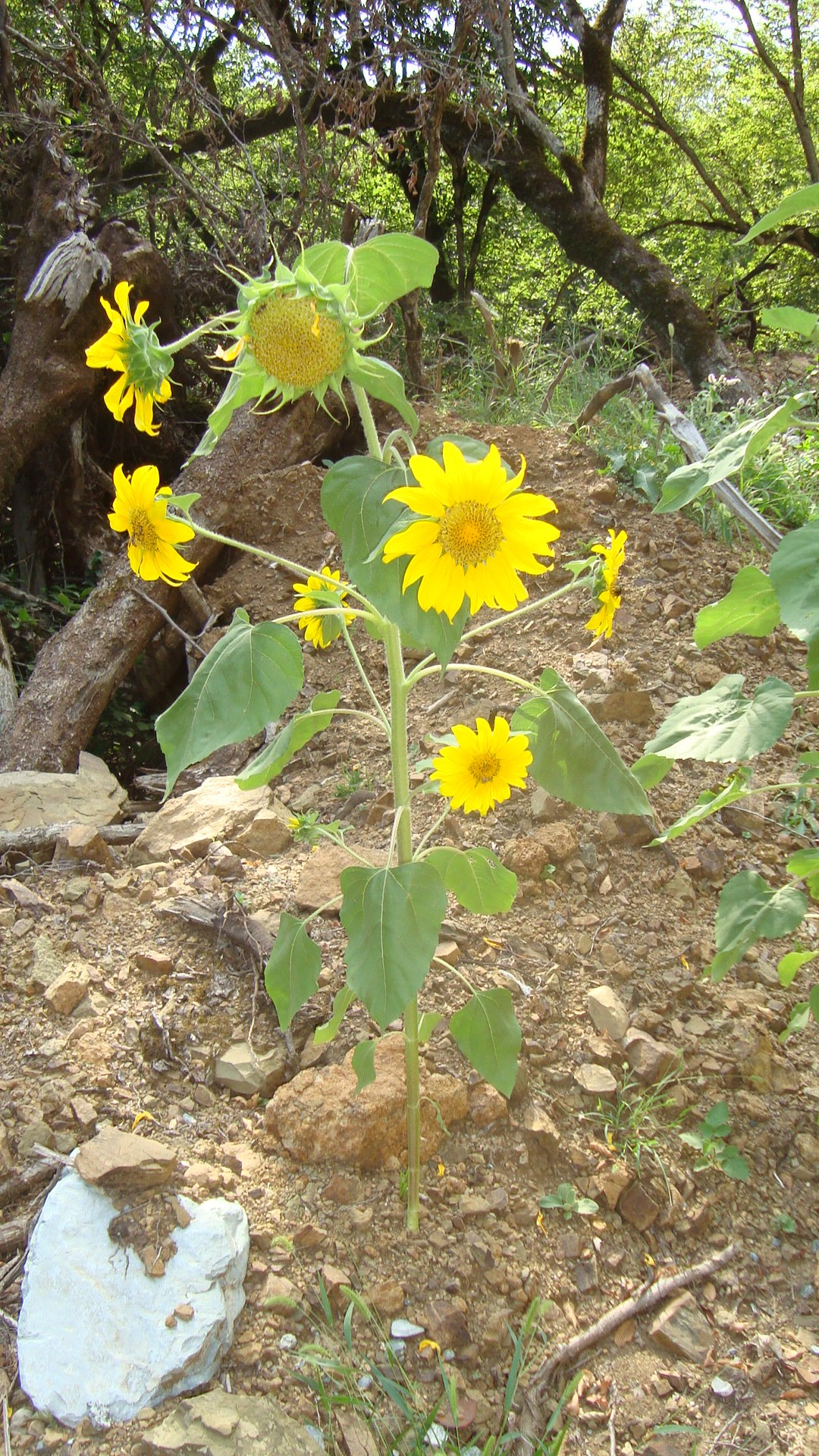
Одинокий соняшник, що росте біля села.
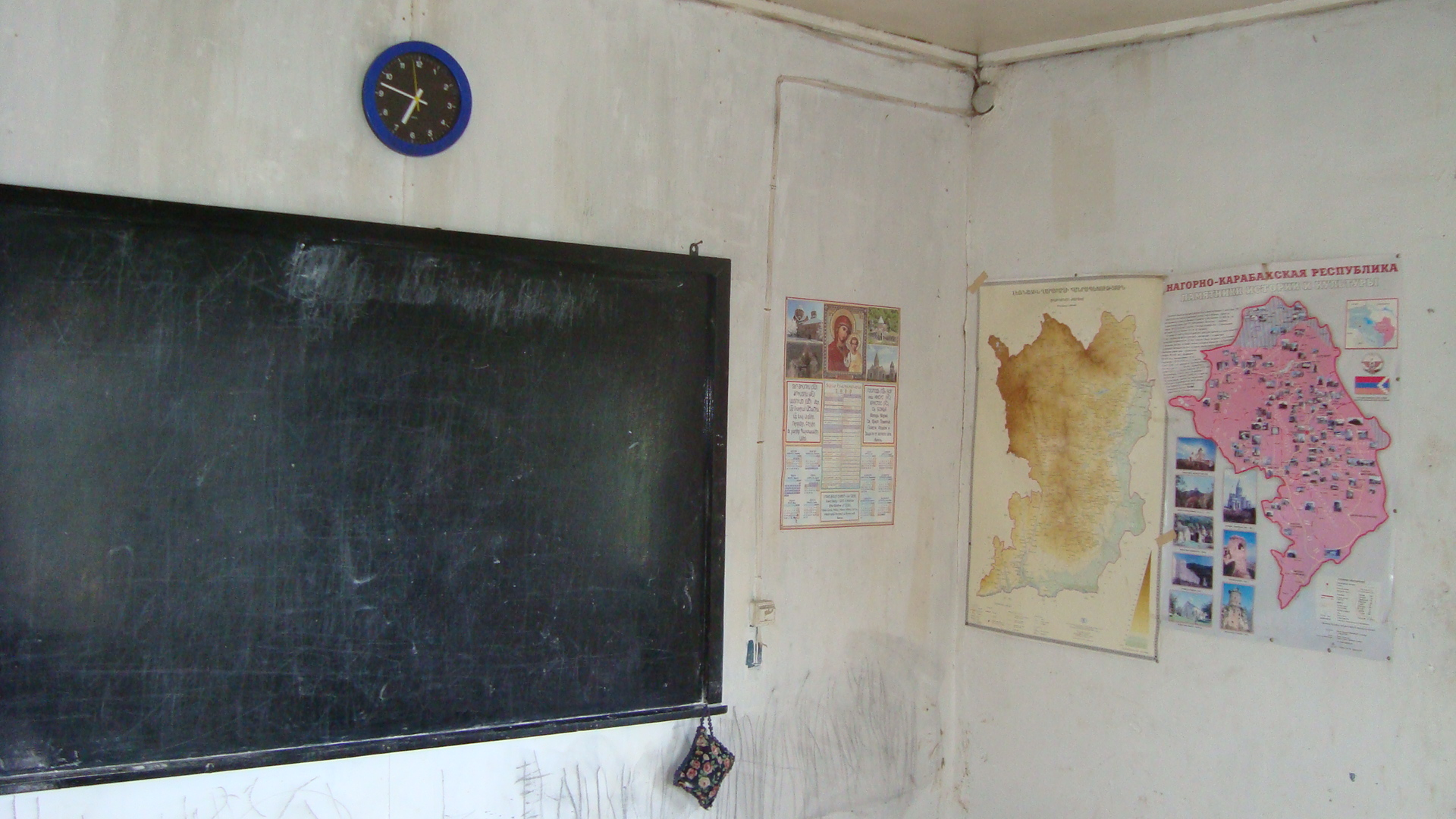
Шкільний клас.
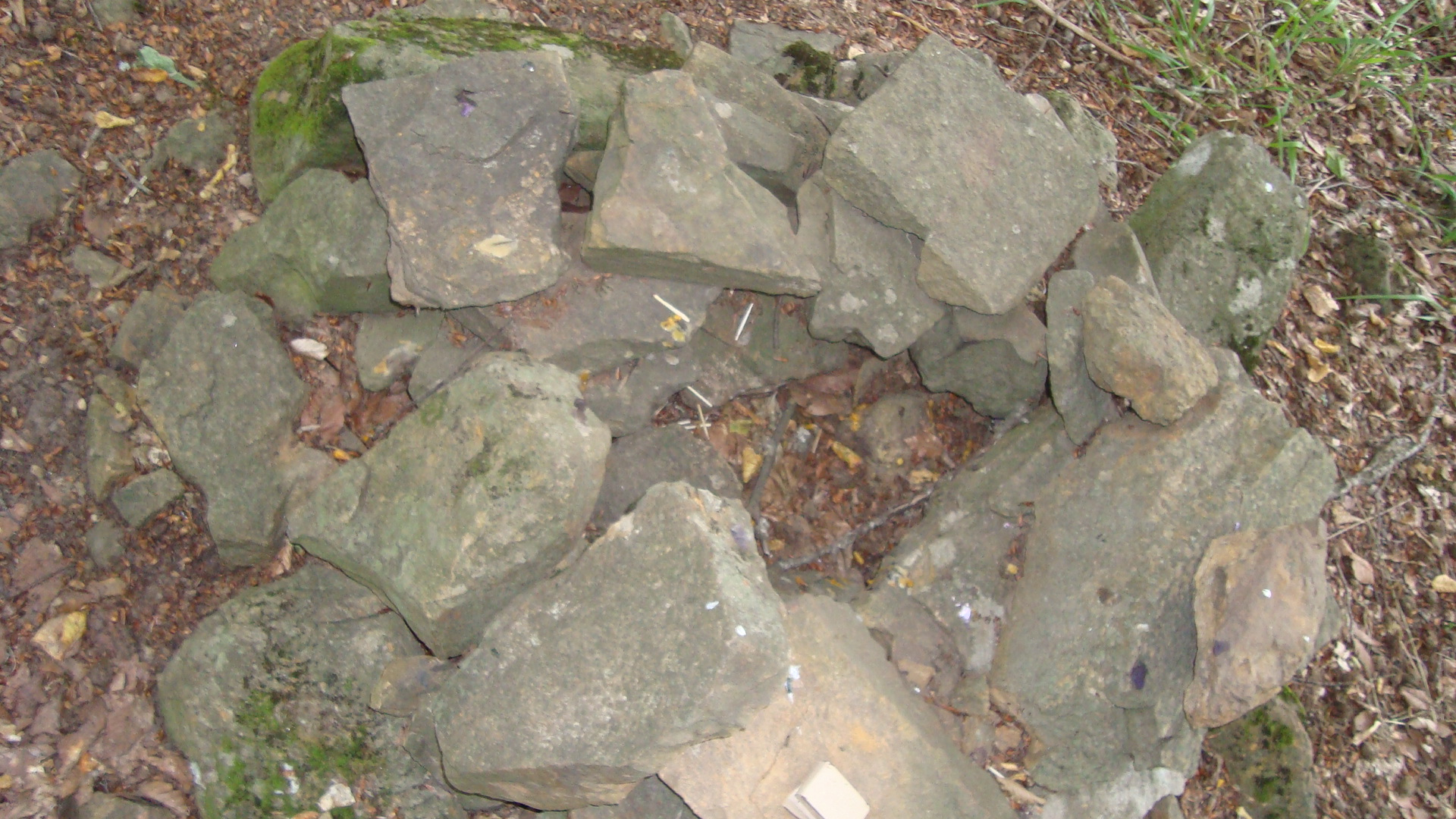
Святиня на місці язичницького храму.
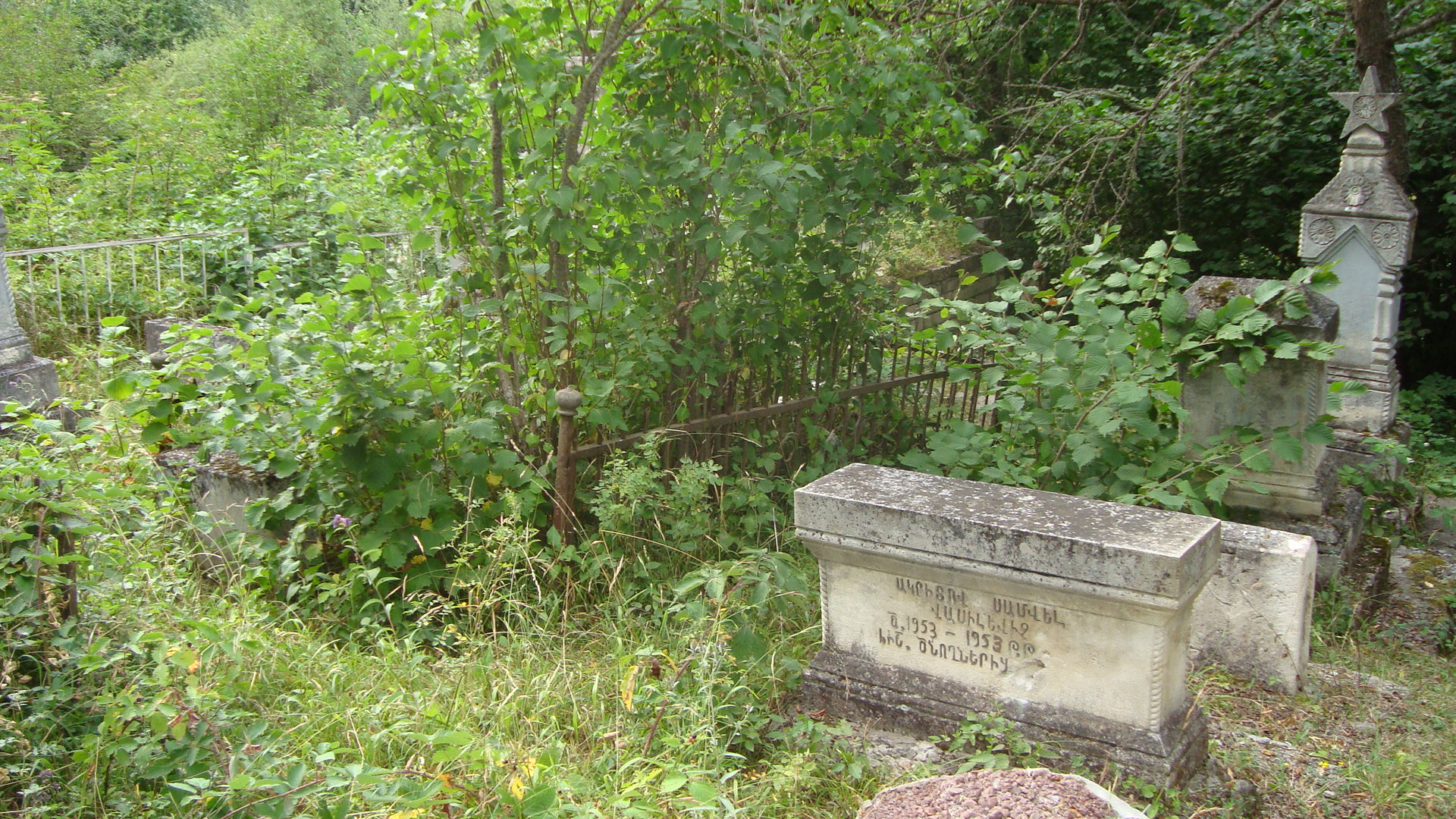
Вірменські могили.
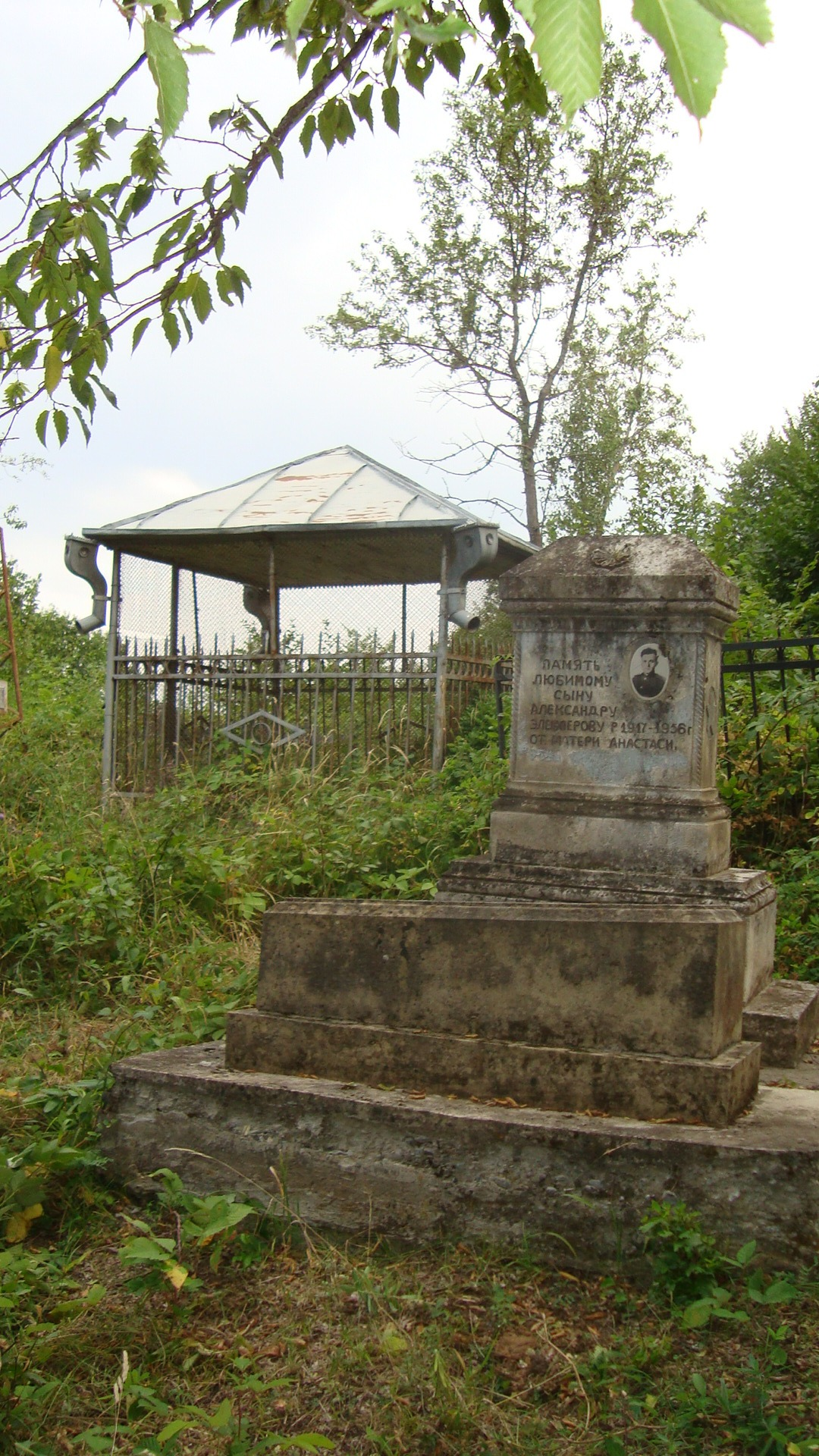
Грецька могила.
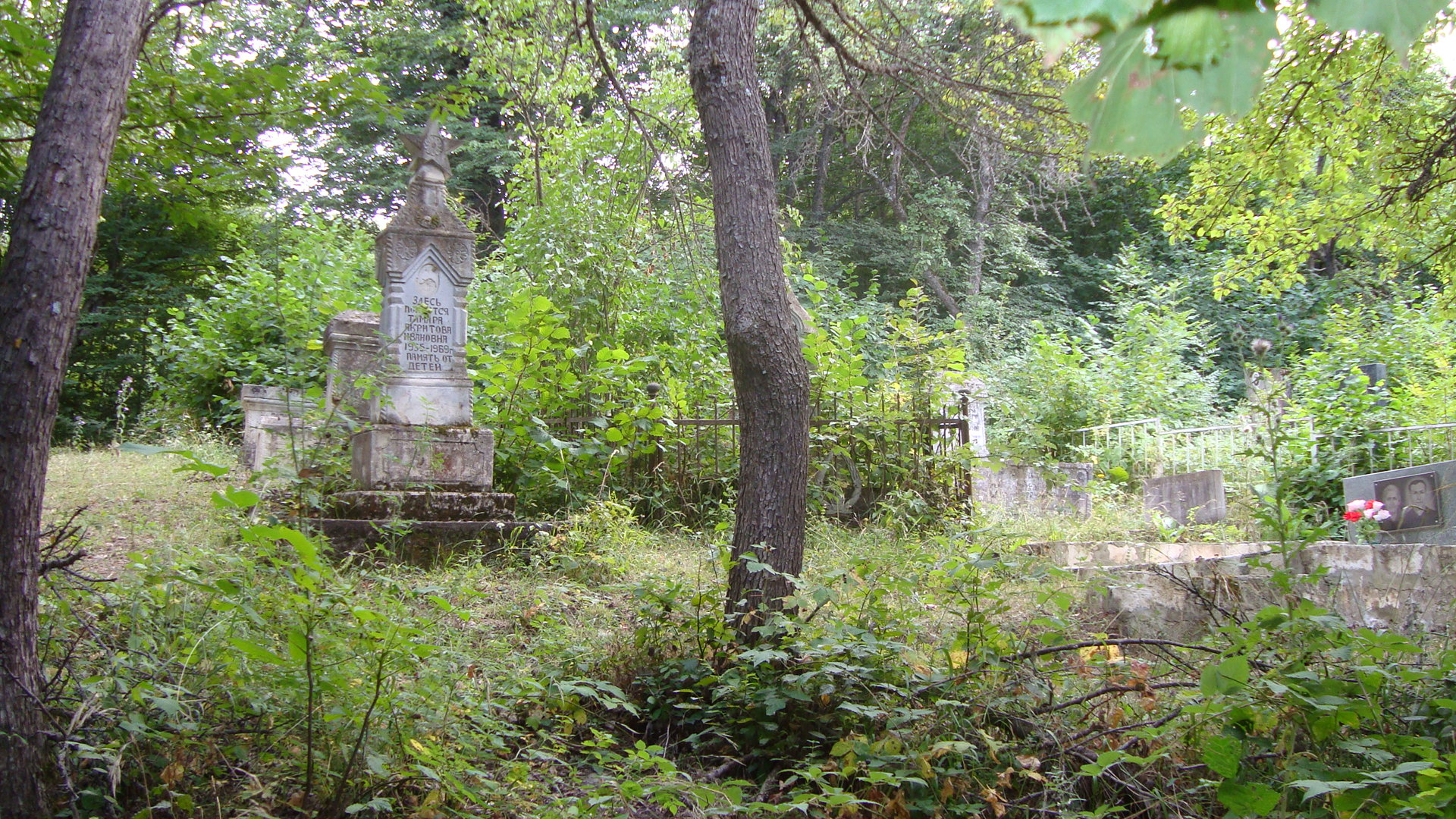
Грецькі могили.
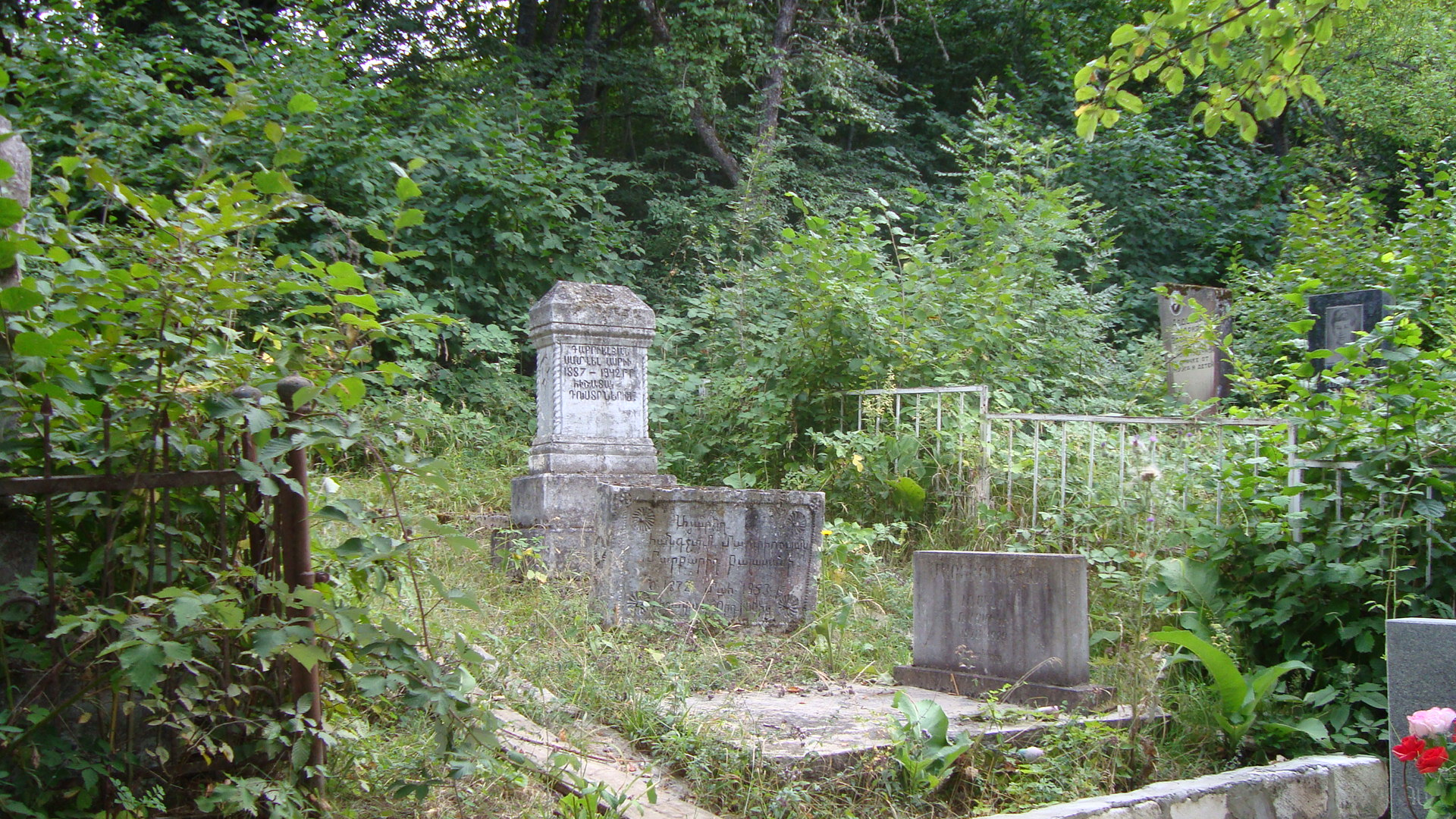
Вірменські могили.
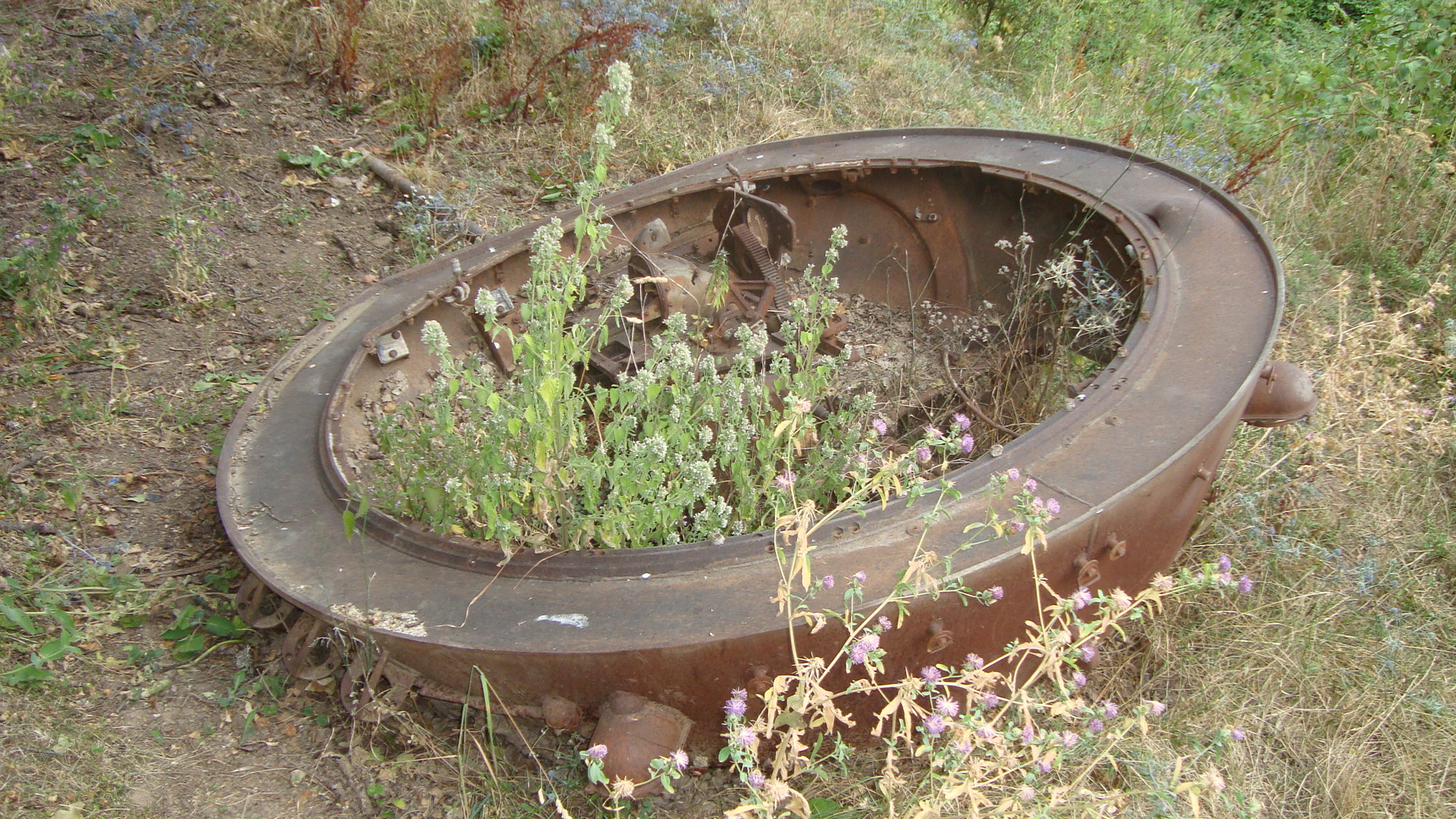
Залишки БТРу після Літнього наступу азербайджанських військ.